# Tereksnäppa
Tereksnäppa (Xenus cinereus) är en liten vadarfågel i familjen snäppor och den enda arten i det monotypiska släktet Xenus. Den häckar från Finland och österut i Sibirien. Vintertid flyttar den till kuster i Östafrika, Sydasien och Australien. Den förekommer tillfälligt i Västeuropa, sällsynt men årligen i Sverige. Fågeln har fått sitt namn efter floden Terek i Kaukasus. 

## Kännetecken

### Utseende
Tereksnäppan är något större än drillsnäppan och mäter 22–25 centimeter på längden. Kännetecknande för arten är dess långa, uppåtböjda näbb som är gul vid näbbroten och i övrigt svart. I alla dräkter är fågeln grå på rygg, ansikte och bröst. Magen är vitaktig, benen gula, och den har ett mer eller mindre tydligt ljust ögonbrynsstreck. 

### Läten
Sången som framförs på häckplats är en trestavig, rullande serie som framförs lugnt: "ka kly-rrii ka kly-rrii ka kly-rrii...", inte olik tjockfotens sång. Locklätet består av två till fem korta, snabba och klingande visseltoner, "vyvyvy", likt småspovens läte, men mjukare.

## Utbredning och systematik

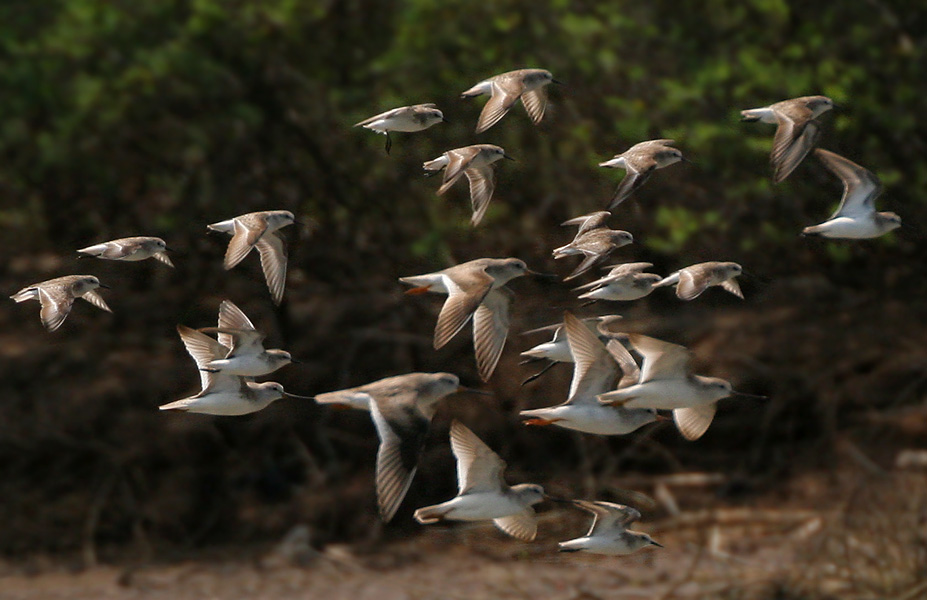
Tereksnäppa tillsammans med småsnäppa i övervintringskvarter i Andhra Pradesh i Indien.

Tereksnäppan är en flyttfågel som häckar nära vatten på tajga, från Finland och över norra Sibirien till Kolymafloden. Den övervintrar vid tropiska kuster i östra Afrika, södra Asien och Australien. Den observeras sällsynt i västra Europa, och under flytten på hösten observeras den ibland vid Marianerna och ännu mer sällan vid Palau. Nästan årligen, men allt oftare, uppträder ett fåtal på Aleuterna, Pribiloföarna och i Alaska. Sällsynt observeras enstaka individer i neotropikerna, dit de anländer antingen från Afrika eller också har de följt med flyttande vadare som häckar i norra Amerika, och den har då observerats så långt söderut som i Argentina.

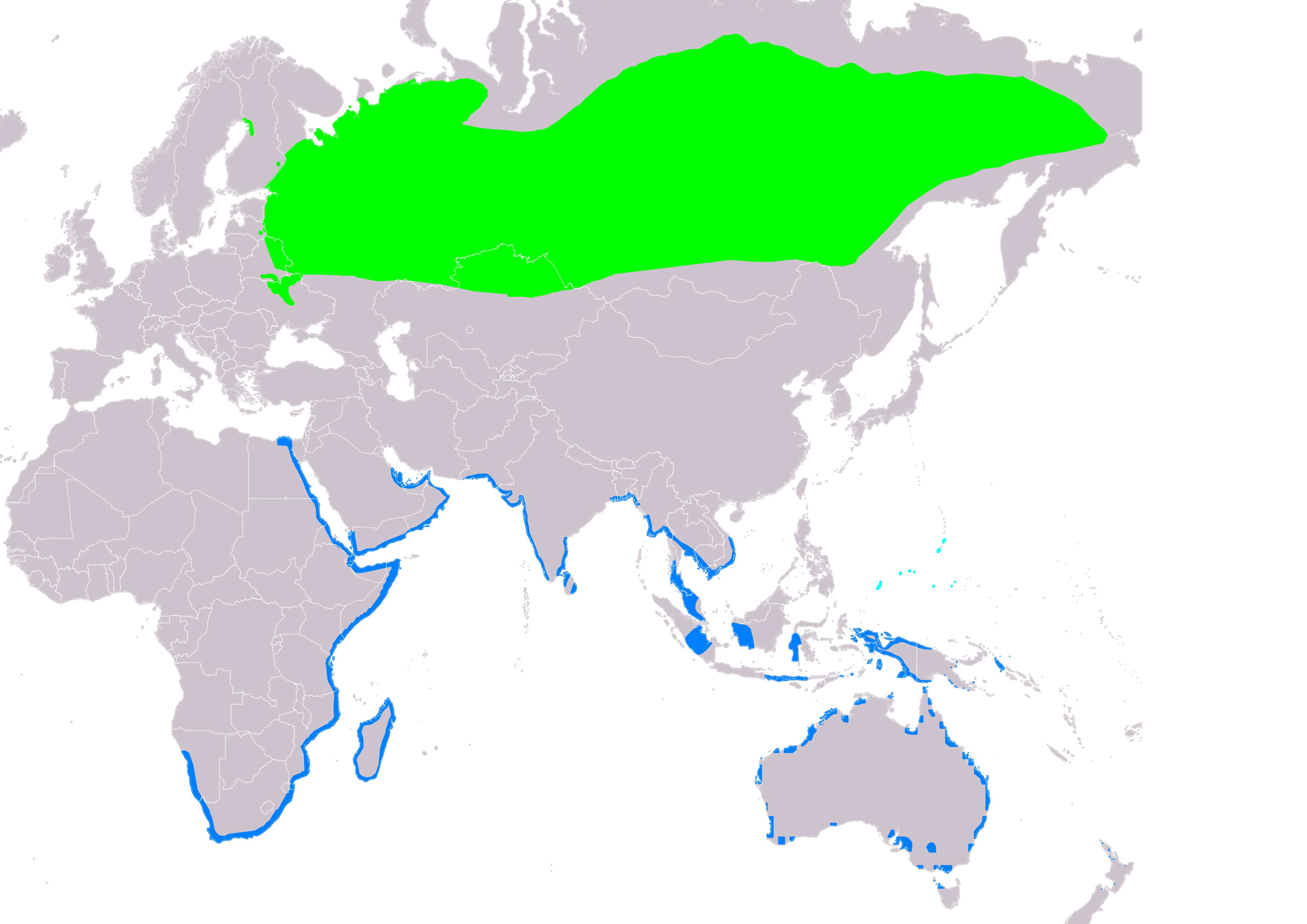
Tereksnäppans utbredningsområde, där grönt är vistelse häckningstid och blått övervintringsområde.

### Förekomst i Sverige
Tereksnäppan är en mycket sällsynt men årlig gäst i Sverige, framför allt på Öland och Gotland. Arten sågs i Sverige första gången i april 1934 i Hornborgasjön.

### Släktskap

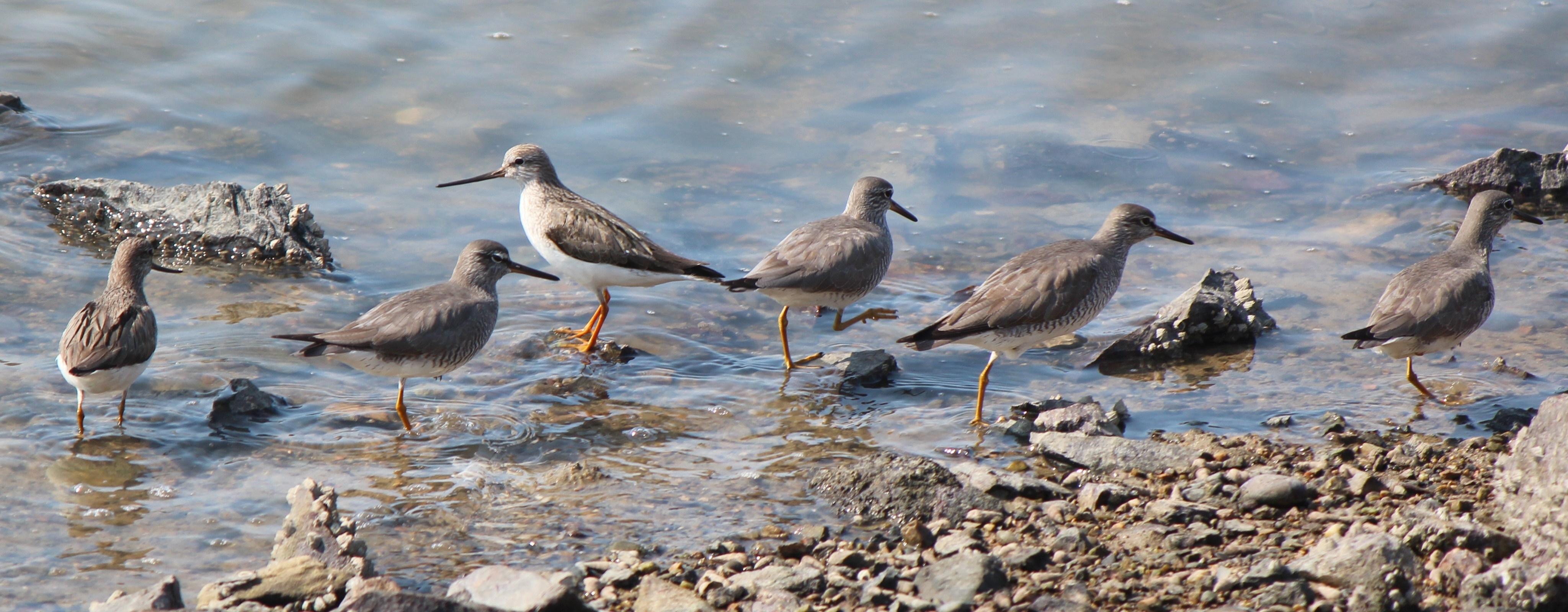
En flock i maj i Japan.

Bland snäpporna ingår Xenus i en klad tillsammans med simsnäppor (Phalaropus), drillsnäppor (Acitis) samt gråsnäppor och storsnäppor (Tringa), troligen närmast de förstnämnda. Tereksnäppan skilde sig förmodligen från sina närmsta släktingar under sen oligocen, grundat på genetiska skillnader och fossil från förmodade Tringa-vadare och simsnäppor från övergångsperioden mellan oligocen och miocen för ungefär 22–23 miljoner år sedan. Många fynd av basala fossil från denna klad har återfunnits i Eurasien, vilket tyder på att tereksnäppans utvecklingslinje härstammar från detta område. Möjligen isolerades den när resterna av Turgajhavet torkade upp, vilket skedde vid denna tid.

## Ekologi
Tereksnäppan föredrar leriga områden. Den lägger tre till fyra ägg i en uppskrapad grop direkt på marken. Tereksnäppan söker föda mycket aktivt på ett för arten typiskt sätt. Den jagar insekter och andra rörliga byten och springer ibland till vattenbrynet för att tvätta sitt byte. Den uppträder ofta tillsammans med roskarl, små Calidris-vadare, och strandpipare.

## Tereksnäppan och människan

### Namn
Trivialnamnet tereksnäppa har den fått efter floden Terek som rinner ut i Kaspiska havet eftersom det var från detta områden som den först beskrevs. Dess vetenskapliga artepitet cinereus är latin och betyder "som aska" eller "asklik" och syftar på dess grå fjäderdräkt. Släktesnamnet Xenus kommer av grekiskans xenos som betyder "främling". På svenska har den även kallats flodsnäppa och grå långnäbba.

### Status och hot
Tereksnäppan har ett mycket stort utbredningsområde och världspopulationen är stor, uppskattad till mellan 160 000 och 1,2 miljoner individer. Den tros dock minska i antal globalt, dock inte tillräckligt kraftigt för att anses vara hotad. Internationella naturvårdsunionen (IUCN) kategoriserar den därför som livskraftig (LC).